# Metalectra castrensis
Metalectra castrensis är en fjärilsart som beskrevs av William Schaus 1916. Metalectra castrensis ingår i släktet Metalectra och familjen nattflyn. Inga underarter finns listade i Catalogue of Life.